# Mamestra catephioides
Mamestra catephioides là một loài bướm đêm trong họ Noctuidae.